# Cantonul Angoulême-Nord
Cantonul Angoulême-Nord este un canton din arondismentul Angoulême, departamentul Charente, regiunea Poitou-Charentes, Franța.